# Nanfeng, Guangdong
Nanfeng (kinesiska: 南丰) är en köping i sydöstra Kina. Den ligger i Fengkai härad i staden Zhaoqing i provinsen Guangdong, omkring 160 kilometer nordväst om provinshuvudstaden Guangzhou. Antalet invånare är 71 479. Befolkningen består av 36 210 kvinnor och 35 269 män. Barn under 15 år utgör 29,0 %, vuxna 15-64 år 59 %, och äldre över 65 år 11,0 %.